# Chevincourt
Chevincourt ist eine französische Gemeinde mit 782 Einwohnern (Stand: 1. Januar 2022) im Département Oise in der Region Hauts-de-France. Sie gehört zum Arrondissement Compiègne und zum Kanton Thourotte. Die Einwohner werden Chevincourtois genannt.

## Geographie
Die Gemeinde Chevincourt liegt am Fluss Matz, etwa zehn Kilometer nördlich von Compiègne. Umgeben wird Chevincourt von den Nachbargemeinden Élincourt-Sainte-Marguerite im Westen und Norden, Cannectancourt im Nordosten, Machemont im Osten, Mélicocq im Süden sowie Marest-sur-Matz im Südwesten.

## Bevölkerungsentwicklung
| Jahr      | 1962 | 1968 | 1975 | 1982 | 1990 | 1999 | 2006 | 2013 | 2021 |
| Einwohner | 538  | 623  | 640  | 687  | 738  | 789  | 816  | 858  | 779  |

## Sehenswürdigkeiten
- Kirche Saint-Pierre mit Chor aus dem 16. Jahrhundert im Renaissancestil – 1918 weitgehend zerstört – in den 1920er Jahren mit neuem Glockenturm und mit erneuertem Kirchenschiff ausgestattet
- Wasserturm

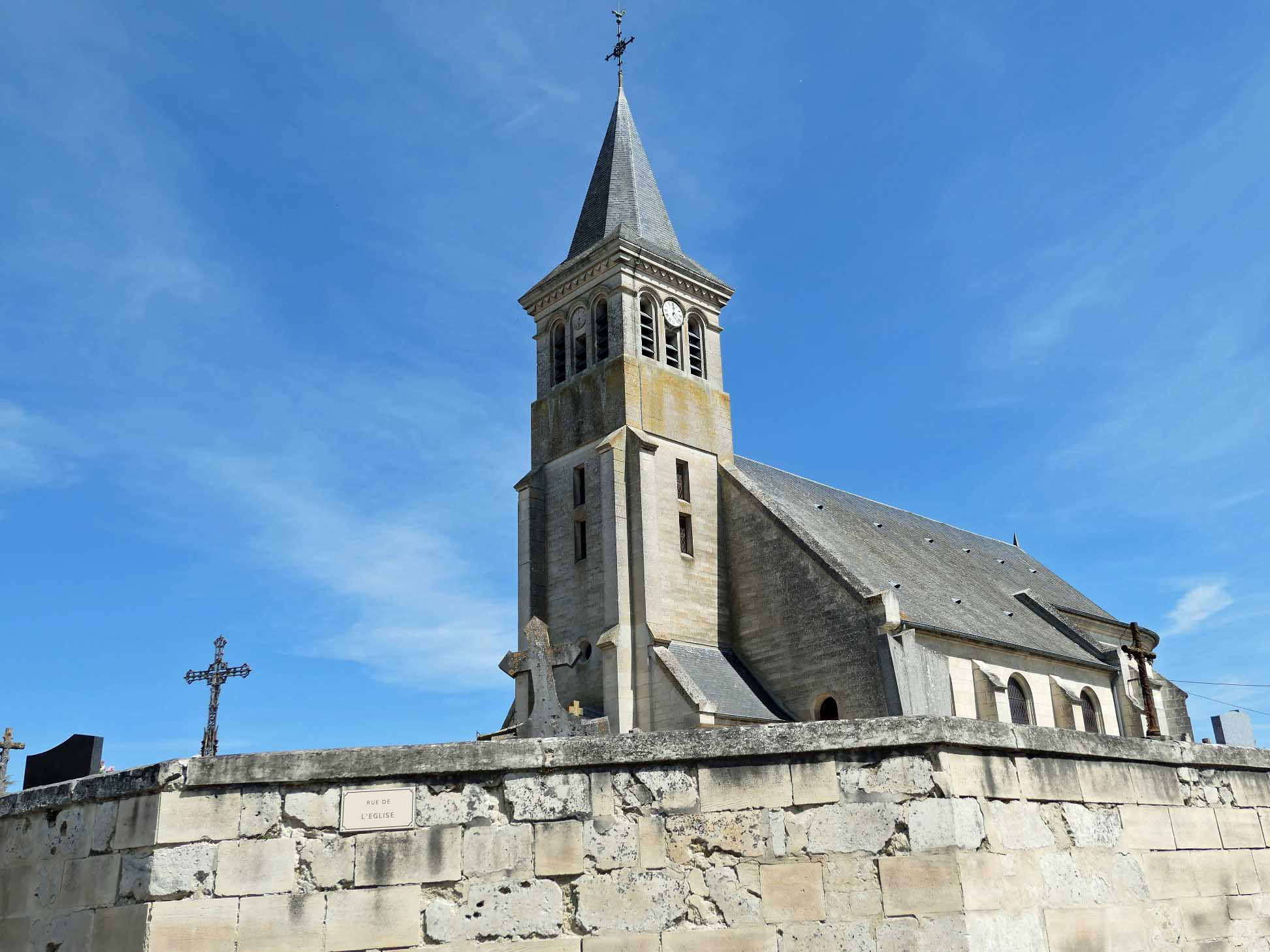
Kirche Saint-Pierre
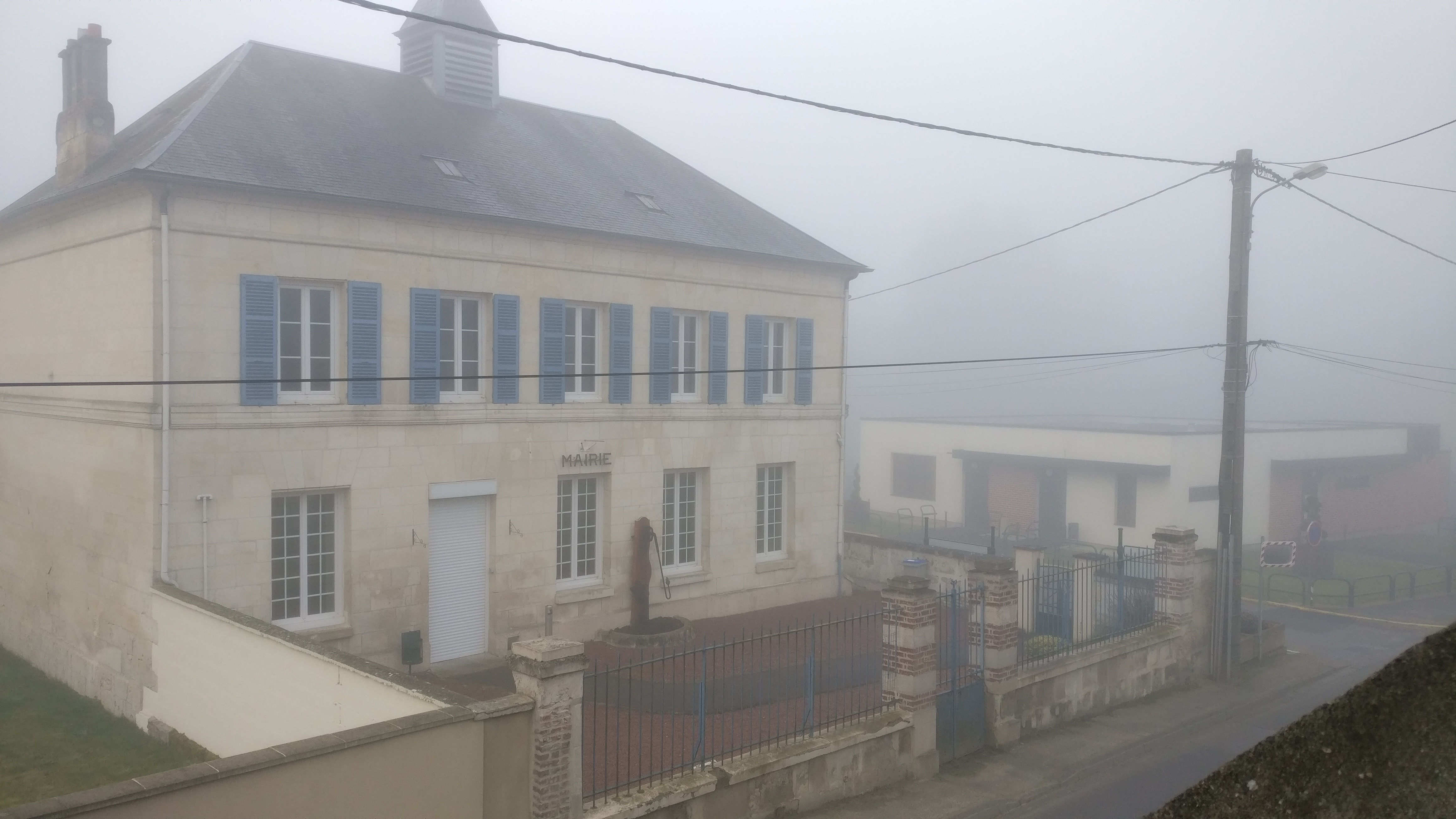
Rathaus (mairie)